# Ardisia scortechinii
Ardisia scortechinii là một loài thực vật thuộc họ Myrsinaceae. Đây là loài đặc hữu của Malaysia.